# Coupe de l'EHF féminine 2007-2008
Navigation
Coupe de l'EHF 2006-2007 Coupe de l'EHF 2008-2009
La Coupe de l'EHF 2007-2008 est la vingt-septième édition de la Coupe de l'EHF féminine, compétition de handball créée en 1981 et organisée par l'EHF.

## Formule
La coupe de l'EHF est aussi appelée la C3. Il faut pour chaque équipe engagée franchir les sept tours de l’épreuve pour brandir le trophée. Toutes les rencontres se déroulent en matches aller-retour. 
La coupe de l'EHF intègre vingt-huit équipes qualifiées par leurs fédérations nationales lors du troisième tour et quatre autres équipes issues d’un tour de qualification à huit équipes. Elle est généralement considérée comme la seconde coupe d’Europe en termes de niveau de jeu.

## Résultats

### Premier tour préliminaire
| Équipe 1        | Score   | Équipe 2         | Aller   | Retour  |
| --------------- | ------- | ---------------- | ------- | ------- |
| Lokomotiv Varna | 60 – 68 | Spono Nottwil    | 28 – 32 | 32 – 26 |
| CHEV Diekirch   | 41 – 57 | HC Qaradağ Bakou | 17 – 28 | 24 – 29 |
| ŽRK Nikšić      | 49 – 48 | IF Stjornan      | 26 – 20 | 23 – 28 |

### Deuxième tour préliminaire
| Équipe 1              | Score   | Équipe 2            | Aller   | Retour  |
| --------------------- | ------- | ------------------- | ------- | ------- |
| TSV Bayer Leverkusen  | 77 – 29 | HBC Bascharage      | 35 – 11 | 42 – 18 |
| Alcoa FKC             | 65 – 38 | Fémina Visé         | 37 – 17 | 28 – 21 |
| ŽRK Nikšić            | 26 – 82 | HC Dinamo Volgograd | 14 – 44 | 12 – 38 |
| SD Itxako             | 61 – 34 | CD Gil Eanes        | 34 – 18 | 27 – 16 |
| HC Vushtrri           | forfait | Knjaz Miloš         |         |         |
| Üsküdar BSK           | 61 – 75 | Kouban Krasnodar    | 30 – 36 | 31 – 39 |
| DHC Slavia Prague     | 46 – 38 | WAT Atzgersdorf     | 21 – 18 | 25 – 20 |
| Ikast Bording EH      | 94 – 22 | Handball Salerno    | 44 – 14 | 50 – 08 |
| SPES Kefalovrisos     | 42 – 93 | LC Brühl            | 16 – 53 | 26 – 40 |
| SC Galytchanka Lviv   | 78 – 49 | Spono Nottwil       | 45 – 26 | 33 – 23 |
| HC Qaradağ Bakou      | 34 – 84 | Dunaferr NK         | 14 – 46 | 20 – 38 |
| HV Quintus            | 55 – 52 | Borac Banja Luka    | 29 – 25 | 26 – 27 |
| Panellinios Lefkosias | 31 – 90 | MKS Zagłębie Lubin  | 17 – 49 | 14 – 41 |
| Levanger HK           | 68 – 27 | HC Druts            | 36 – 10 | 32 – 17 |
| HCM Baia Mare         | 53 – 35 | Skövde HF           | 23 – 13 | 30 – 22 |
| HC Sassari            | 50 – 53 | Eglė Vilnius        | 24 – 31 | 26 – 22 |
| Elda Prestigio        | 52 – 51 | Randers HK          | 28 – 24 | 24 – 27 |
| Dinamo Pančevo        | 61 – 39 | OF Néa Ionía        | 29 – 19 | 32 – 20 |
| Rostov-Don            | 57 – 63 | ŽRK Trogir          | 32 – 28 | 25 – 25 |
| RK Kale Kicevo        | 42 – 59 | US Mios-Biganos     | 21 – 30 | 21 – 29 |

### Seizièmes de finale
| Équipe 1             | Score    | Équipe 2                 | Aller   | Retour  |
| -------------------- | -------- | ------------------------ | ------- | ------- |
| Iuventa Michalovce   | 64 – 54  | Levanger HK              | 36 – 28 | 28 – 26 |
| Elda Prestigio       | 56 – 53  | Balonmano Sagunto        | 29 – 25 | 27 – 28 |
| Byåsen Trondheim     | 78 – 45  | LC Brühl                 | 40 – 25 | 38 – 20 |
| SC Galytchanka Lviv  | 62 – 61  | BNTU Minsk               | 36 – 33 | 26 – 28 |
| AC Patras            | 52 – 53  | Knjaz Miloš              | 26 – 26 | 26 – 27 |
| TSV Bayer Leverkusen | 54 – 54E | HC Dinamo Volgograd      | 32 – 26 | 22 – 28 |
| HCM Baia Mare        | 50 – 61  | Ikast Bording EH         | 29 – 26 | 21 – 35 |
| DHC Slavia Prague    | 32 – 62  | HB Metz Moselle Lorraine | 17 – 36 | 15 – 26 |
| Aalborg DH           | 54 – 56  | Alcoa FKC                | 40 – 30 | 33 – 38 |
| Madeira Andebol SAD  | 48 – 62  | Dinamo Pančevo           | 19 – 33 | 29 – 29 |
| Eglė Vilnius         | 58 – 77  | Maliye Milli Piyango SK  | 32 – 31 | 26 – 46 |
| SD Itxako            | 54 – 42  | Kouban Krasnodar         | 30 – 17 | 24 – 25 |
| HC Motor Zaporijjia  | 63 – 37  | HV Quintus               | 33 – 18 | 30 – 19 |
| Dunaferr NK          | 61 – 49  | Rostov-Don               | 33 – 23 | 28 – 26 |
| US Mios-Biganos      | 57 – 55  | UMF Stjarnan             | 27 – 26 | 30 – 29 |
| SPR Lublin           | 73 – 68  | MKS Zagłębie Lubin       | 40 – 30 | 33 – 38 |

### Huitièmes de finale
| Équipe 1            | Score   | Équipe 2                 | Aller   | Retour  |
| ------------------- | ------- | ------------------------ | ------- | ------- |
| Ikast Bording EH    | 66 – 52 | Maliye Milli Piyango SK  | 36 – 22 | 30 – 30 |
| HC Motor Zaporijjia | 43 – 50 | Elda Prestigio           | 25 – 22 | 18 – 28 |
| HC Dinamo Volgograd | 56 – 51 | Iuventa Michalovce       | 29 – 20 | 27 – 31 |
| Mios-Biganos        | 53 – 55 | SPR Lublin               | 26 – 26 | 27 – 29 |
| SC Galytchanka Lviv | 48 – 58 | Byåsen Trondheim         | 26 – 27 | 22 – 31 |
| Knjaz Miloš         | 53 – 83 | Dunaferr NK              | 29 – 43 | 24 – 40 |
| Dinamo Pančevo      | 51 – 59 | HB Metz Moselle Lorraine | 24 – 29 | 27 – 30 |
| SD Itxako           | 53 – 47 | Alcoa FKC                | 27 – 21 | 26 – 26 |

### Quarts-de-finale
| Équipe 1                 | Score    | Équipe 2       | Aller   | Retour  |
| ------------------------ | -------- | -------------- | ------- | ------- |
| Ikast Bording EH         | 58 – 54  | Elda Prestigio | 32 – 31 | 26 – 23 |
| HC Dinamo Volgograd      | 58 – 54  | SPR Lublin     | 30 – 20 | 29 – 32 |
| Byåsen Trondheim         | 57 – 60  | Dunaferr NK    | 29 – 28 | 28 – 32 |
| HB Metz Moselle Lorraine | 48 – 48E | SD Itxako      | 28 – 28 | 20 – 20 |

### Demi-finales
| Équipe 1         | Score   | Équipe 2            | Aller   | Retour  |
| ---------------- | ------- | ------------------- | ------- | ------- |
| Ikast Bording EH | 65 – 70 | HC Dinamo Volgograd | 37 – 31 | 28 – 39 |
| Dunaferr NK      | 49 – 51 | SD Itxako           | 27 – 23 | 22 – 28 |

### Finale
La finale s'est tenue les 17 et 24 mai 2008 :
| Équipe 1            | Score   | Équipe 2  | Aller   | Retour  |
| ------------------- | ------- | --------- | ------- | ------- |
| HC Dinamo Volgograd | 50 – 45 | SD Itxako | 27 – 25 | 23 – 20 |

## Les championnes d'Europe
| Championne Coupe d'Europe de l'EHF 2007-2008 HC Dinamo Volgograd 1er titre |